# شاين جونسون (لاعب هوكي الجليد)
شاين جونسون هو لاعب هوكي الجليد كندي، ولد في 1974 في براندون في كندا.

## وصلات خارجية
- شاين جونسون على موقع HockeyDB.com (الإنجليزية)